# Municipalità locale di Stellenbosch
Stellenbosch è una municipalità locale (in inglese Stellenbosch Local Municipality) appartenente alla municipalità distrettuale di Cape Winelands  della provincia del Capo Occidentale in Sudafrica. 
In base al censimento del 2001 la sua popolazione è di 117.705 abitanti.
La sede amministrativa e legislativa è la città di Stellenbosch e il suo territorio si estende su una superficie di 831 km² ed è suddiviso in 19 circoscrizioni elettorali (wards). Il suo codice di distretto è WC024.

## Geografia fisica

### Confini
La municipalità locale di Stellenbosch confina a nord con quella di Drakenstein, a est con quella di Breede Valley, a sud con quella di Theewaterskloof (Overberg) e a sud e a ovest con il municipio metropolitano di Città del Capo.

### Città e comuni
- Franschhoek
- Groendal
- Jamestown
- Kayamandi
- Kylemore
- Klapmuts
- Languedoc
- Lynedoch
- Pniel
- Robertsvlei
- Rozendal
- Steynsrust
- Stellenbosch
- Wemmershoek

### Fiumi
- Great Berg

### Dighe
- Assegaaibos Dam
- Kleinplaas Dam
- Kromme Rhee Dam
- Idas Valley No.1 Dam
- Idas Valley No.2 Dam
- L'ormarins Dam
- Wemmershoek Dam